# Liên đoàn bóng đá Việt Nam
Liên đoàn bóng đá Việt Nam (LĐBĐVN; tiếng Anh: Vietnam Football Federation) là tổ chức quản lý và điều hành tất cả các hoạt động bóng đá ở Việt Nam.
VFF hiện là thành viên của Liên đoàn bóng đá Quốc tế (FIFA), Liên đoàn bóng đá châu Á (AFC) và Liên đoàn bóng đá ASEAN (AFF). Trụ sở VFF nằm ở số 1 đường Lê Quang Đạo, phường Từ Liêm, Hà Nội (đối diện Sân vận động Quốc gia Mỹ Đình).
Chủ tịch hiện tại của VFF là ông Trần Quốc Tuấn và Tổng thư ký là ông Nguyễn Văn Phú.

## Lịch sử
Tổ chức tiền thân của Liên đoàn bóng đá Việt Nam là Hội bóng đá Việt Nam (Vietnam Football Association, viết tắt là VFA). Hội thành lập năm 1960 có chủ tịch là Hà Đăng Ấn và phó chủ tịch là Trương Tấn Bửu.
Năm 1964, Việt Nam được FIFA, AFC công nhận là thành viên chính thức.
Tháng 8 năm 1989 tại Đại hội lần thứ nhất, Liên đoàn Bóng đá Việt Nam ra đời thay thế Hội bóng đá Việt Nam, chủ tịch liên đoàn là Trịnh Ngọc Chữ, phó chủ tịch là Ngô Xuân Quýnh, Trần Vĩnh Lộc và Lê Bửu. Tổng thư ký là Lê Thế Thọ.
Liên đoàn đã tổ chức thêm 8 lần đại hội vào các năm 1993, 1997, 2001, 2005, 2009, 2014, 2018 và 2022.

### Chủ tịch
1. Trịnh Ngọc Chữ (tháng 8/1989–1991)
2. Dương Nghiệp Chí (quyền chủ tịch, 1991–tháng 10/1993)
3. Đoàn Văn Xê (tháng 10/1993–tháng 10/1997)
4. Mai Văn Muôn (tháng 10/1997–tháng 8/2001)
5. Hồ Đức Việt (tháng 8/2001–2003)
6. Trần Duy Ly (quyền chủ tịch, tháng 1–tháng 8/2003)
7. Mai Liêm Trực (2003–tháng 6/2005)
8. Nguyễn Trọng Hỷ (tháng 6/2005–2013)
9. Lê Hùng Dũng (quyền chủ tịch, tháng 12/2013–tháng 3/2014; chủ tịch chính thức, tháng 3/2014–tháng 12/2018)
10. Lê Khánh Hải (từ tháng 12/2018–31 tháng 12/2021)
11. Trần Quốc Tuấn (quyền chủ tịch, 31 tháng 12/2021–6 tháng 11/2022; chủ tịch chính thức, 6 tháng 11/2022–nay)

### Tổng thư ký
1. Lê Thế Thọ (tháng 8/1989–tháng 10/1993)
2. Trần Bảy (tháng 10/1993–tháng 10/1997)
3. Phạm Ngọc Viễn (tháng 10/1997–21 tháng 1/2005, từ chức[8][9])
4. Phan Anh Tú (quyền tổng thư ký, 21 tháng 1/2005[9]–tháng 6/2005)
5. Trần Quốc Tuấn (ngày 2 tháng 6/2005–26 tháng 12/2011[10])
6. Ngô Lê Bằng (ngày 28 tháng 2/2012[11]–2014)
7. Lê Hoài Anh (ngày 31 tháng 3/2014–ngày 6 tháng 11/2022)
8. Dương Nghiệp Khôi (ngày 6 tháng 11/2022–ngày 22 tháng 11/2024)
9. Nguyễn Văn Phú (ngày 22 tháng 11/2024–nay)

## Lãnh đạo hiện nay
- Chủ tịch: Trần Quốc Tuấn
- Phó Chủ tịch thường trực (phụ trách chuyên môn): Trần Anh Tú
- Phó Chủ tịch (phụ trách truyền thông - đối ngoại): Nguyễn Xuân Vũ
- Phó Chủ tịch (phụ trách tài chính - tài trợ): Nguyễn Trung Kiên
- Tổng Thư ký: Nguyễn Văn Phú

## Liên đoàn thành viên
Hiện tại có 24 tổ chức Liên đoàn bóng đá cấp tỉnh thành là thành viên của VFF:

### Miền Bắc

#### Tây Bắc Bộ
- Liên đoàn bóng đá Yên Bái
- Liên đoàn bóng đá Hòa Bình

#### Đông Bắc Bộ
- Liên đoàn bóng đá Lạng Sơn
- Liên đoàn bóng đá Quảng Ninh
- Liên đoàn bóng đá Thái Nguyên

#### Đồng bằng sông Hồng
- Liên đoàn bóng đá Hà Nội
- Liên đoàn bóng đá Hải Phòng
- Liên đoàn bóng đá Nam Định

### Miền Trung

#### Bắc Trung Bộ
- Liên đoàn bóng đá Nghệ An
- Liên đoàn bóng đá Thanh Hóa
- Liên đoàn bóng đá Huế

#### Duyên hải Nam Trung Bộ
- Liên đoàn bóng đá Bình Định
- Liên đoàn bóng đá Đà Nẵng
- Liên đoàn bóng đá Quảng Nam
- Liên đoàn bóng đá Quảng Ngãi
- Liên đoàn bóng đá Phú Yên

#### Tây Nguyên
- Liên đoàn bóng đá Đắk Lắk
- Liên đoàn bóng đá Gia Lai
- Liên đoàn bóng đá Kon Tum
- Liên đoàn bóng đá Lâm Đồng

### Miền Nam

#### Đông Nam Bộ
- Liên đoàn bóng đá Bình Dương
- Liên đoàn bóng đá Thành phố Hồ Chí Minh
- Liên đoàn bóng đá Tây Ninh

#### Tây Nam Bộ
- Liên đoàn bóng đá An Giang
- Liên đoàn bóng đá Cần Thơ
- Liên đoàn bóng đá Long An
- Liên đoàn bóng đá Tiền Giang
- Liên đoàn bóng đá Vĩnh Long

## Quản lý

### Đội tuyển

#### Nam
- Đội tuyển bóng đá quốc gia Việt Nam
- Đội tuyển bóng đá U-23 quốc gia Việt Nam
- Đội tuyển bóng đá U-22 quốc gia Việt Nam
- Đội tuyển bóng đá U-21 quốc gia Việt Nam
- Đội tuyển bóng đá U-18/19/20 quốc gia Việt Nam
- Đội tuyển bóng đá U-16/17 quốc gia Việt Nam
- Đội tuyển bóng đá trong nhà quốc gia Việt Nam
- Đội tuyển bóng đá trong nhà U-20 quốc gia Việt Nam
- Đội tuyển bóng đá bãi biển quốc gia Việt Nam

#### Nữ
- Đội tuyển bóng đá nữ quốc gia Việt Nam
- Đội tuyển bóng đá U-19/20 nữ quốc gia Việt Nam
- Đội tuyển bóng đá U-16/17 nữ quốc gia Việt Nam
- Đội tuyển bóng đá U-14 nữ quốc gia Việt Nam
- Đội tuyển bóng đá trong nhà nữ quốc gia Việt Nam

### Giải đấu

#### Nam
- Giải bóng đá Vô địch Quốc gia Việt Nam (V.League 1)
- Giải bóng đá hạng Nhất Quốc gia Việt Nam (V.League 2)
- Giải bóng đá hạng Nhì Quốc gia Việt Nam
- Giải bóng đá hạng Ba Quốc gia Việt Nam
- Giải bóng đá Vô địch U-21 Quốc gia Việt Nam
- Giải bóng đá Vô địch U-19 Quốc gia Việt Nam
- Giải bóng đá Vô địch U-17 Quốc gia Việt Nam
- Giải bóng đá Vô địch U-15 Quốc gia Việt Nam
- Giải bóng đá U-13 Quốc gia Việt Nam (Giải bóng đá thiếu niên toàn quốc)
- Giải bóng đá U-11 Quốc gia Việt Nam (Giải bóng đá nhi đồng toàn quốc)
- Giải bóng đá U-9 Quốc gia Việt Nam
- Giải bóng đá trong nhà Vô địch Quốc gia Việt Nam
- Giải bóng đá bãi biển Vô địch Quốc gia Việt Nam
- Giải bóng đá Cúp Quốc gia Việt Nam
- Siêu cúp bóng đá Việt Nam
- Giải bóng đá trong nhà Cúp Quốc gia Việt Nam
- Giải bóng đá Thanh Niên sinh viên Việt Nam

#### Nữ
- Giải bóng đá nữ Vô địch Quốc gia Việt Nam
- Giải bóng đá nữ Cúp Quốc gia Việt Nam
- Giải bóng đá nữ Vô địch U-19 Quốc gia Việt Nam
- Giải bóng đá nữ Vô địch U-16 Quốc gia Việt Nam
- Giải bóng đá trong nhà nữ Vô địch Quốc gia Việt Nam

## Thống kê tổng thể hệ thống thi đấu quốc gia

### Đương kim vô địch
| Giải đấu          |          | Mùa giải          | Đương kim vô địch  | #                             |    | Vô địch nhiều nhất | # |  | Mùa giải tiếp theo |
| Đội một           |          |                   |                    |                               |    |                    |   |  |                    |
| Vô địch Quốc gia  |          | 2024–25           | Thép Xanh Nam Định | 3                             |    | Hà Nội             | 6 |  | 2025–26            |
| Vô địch Quốc gia  | Thể Công | 2024–25           | Thép Xanh Nam Định | 3                             |    |                    | 6 |  | 2025–26            |
| Cúp Quốc gia      | 2024–25  | Công an Hà Nội    | 1                  | Hà Nội                        | 3  | 2025–26            |   |  |                    |
| Cúp Quốc gia      | 2024–25  | Công an Hà Nội    | 1                  | Becamex Thành phố Hồ Chí Minh | 3  | 2025–26            |   |  |                    |
| Cúp Quốc gia      | 2024–25  | Công an Hà Nội    | 1                  | Sông Lam Nghệ An              | 3  | 2025–26            |   |  |                    |
| Siêu cúp Quốc gia | 2025     | Công an Hà Nội    | 1                  | Hà Nội                        | 5  | 2026               |   |  |                    |
| Đội trẻ           |          |                   |                    |                               |    |                    |   |  |                    |
| U-21 Quốc gia     |          | 2025              | PVF                | 1                             |    | Hà Nội             | 6 |  | 2026               |
| U-19 Quốc gia     | 2024–25  | PVF               | 4                  | Hà Nội                        | 7  | 2026               |   |  |                    |
| U-17 Quốc gia     | 2024     | Hà Nội            | 1                  | Sông Lam Nghệ An              | 8  | 2025               |   |  |                    |
| U-15 Quốc gia     | 2025     | PVF               | 7                  | PVF                           | 7  | 2026               |   |  |                    |
| U-13 Quốc gia     | 2025     | Nam Định          | 1                  | Sông Lam Nghệ An              | 11 | 2026               |   |  |                    |
| U-11 Quốc gia     | 2025     | Hưng Yên          | 1                  | Sông Lam Nghệ An              | 7  | 2026               |   |  |                    |
| U-9 Quốc gia      | 2024     | Gia Bảo Hải Dương | 1                  | Sông Lam Nghệ An              | 2  | 2025               |   |  |                    |

### Danh hiệu theo câu lạc bộ
Lưu ý: Các đội có tổng số danh hiệu bằng nhau được sắp xếp theo thứ tự bảng chữ cái.
| Hạng | Câu lạc bộ         | Đội một | Đội một | Đội một | Đội trẻ | Đội trẻ | Đội trẻ | Đội trẻ | Đội trẻ | Đội trẻ | Đội trẻ | Tổng số |
| Hạng | Câu lạc bộ         | VĐQG    | CQG     | SCQG    | U-21    | U-19    | U-17    | U-15    | U-13    | U-11    | U-9     | Tổng số |
| ---- | ------------------ | ------- | ------- | ------- | ------- | ------- | ------- | ------- | ------- | ------- | ------- | ------- |
| 1    | Sông Lam Nghệ An   | 3       | 3       | 4       | 5       | 5       | 8       | 5       | 11      | 7       | 2       | 53      |
| 2    | Hà Nội (2006)      | 6       | 3       | 5       | 6       | 7       | 1       |         |         |         | 1       | 29      |
| 3    | Thể Công           | 6       |         | 1       | 4       | 3       | 2       | 1       | 3       |         |         | 20      |
| 3    | PVF                |         |         |         | 1       | 4       | 4       | 7       | 3       | 1       |         | 20      |
| 5    | Đà Nẵng            | 3       | 2       | 1       | 3       |         | 3       | 2       | 1       |         |         | 15      |
| 6    | Becamex TP.HCM     | 4       | 3       | 4       |         |         |         |         |         |         |         | 11      |
| 7    | Nam Định           | 3       | 1       | 1       | 2       |         |         | 1       | 1       |         |         | 9       |
| 8    | Đồng Tháp          | 2       |         |         |         | 3       | 1       | 3       |         |         |         | 8       |
| 8    | Hoàng Anh Gia Lai  | 2       |         | 2       | 2       |         |         | 1       | 1       |         |         | 8       |
| 8    | Thanh Hóa          |         | 2       | 2       |         | 2       | 1       |         |         | 1       |         | 8       |
| 11   | TP.HCM             | 4       | 2       |         |         | 1       |         |         |         |         |         | 7       |
| 11   | Long An            | 2       | 1       | 1       |         |         |         | 1       | 2       |         |         | 7       |
| 13   | Hải Dương          |         |         |         |         |         |         |         |         | 5       | 1       | 6       |
| 13   | Quảng Ninh         |         | 1       | 1       |         | 1       |         | 1       | 1       | 1       |         | 6       |
| 15   | Hải Phòng          |         | 2       | 1       |         |         |         | 1       |         | 1       |         | 5       |
| 15   | Khánh Hòa          |         |         |         | 1       | 1       |         |         |         | 3       |         | 5       |
| 17   | Công an Hà Nội     | 2       | 1       | 1       |         |         |         |         |         |         |         | 4       |
| 17   | Hà Nội (1956)      | 1       | 1       |         |         |         |         | 2       |         |         |         | 4       |
| 19   | Bình Định          |         | 2       |         | 1       |         |         |         |         |         |         | 3       |
| 19   | Công an TP.HCM     | 1       | 2       |         |         |         |         |         |         |         |         | 3       |
| 19   | Đắk Lắk            |         |         |         |         |         |         |         |         | 3       |         | 3       |
| 19   | Đồng Nai           |         |         |         | 1       | 1       |         | 1       |         |         |         | 3       |
| 19   | Hải quan           | 1       | 2       |         |         |         |         |         |         |         |         | 3       |
| 19   | Thái Nguyên        |         |         |         |         |         |         |         | 2       | 1       |         | 3       |
| 25   | Hồng Lĩnh Hà Tĩnh  |         |         |         |         | 1       |         | 1       |         |         |         | 2       |
| 25   | Ninh Bình          |         | 1       | 1       |         |         |         |         |         |         |         | 2       |
| 25   | Quảng Nam          | 1       |         | 1       |         |         |         |         |         |         |         | 2       |
| 25   | Thái Bình          |         |         |         |         |         |         |         |         | 2       |         | 2       |
| 29   | Hà Giang           |         |         |         |         |         |         |         | 1       |         |         | 1       |
| 29   | Hòa Phát Hà Nội    |         | 1       |         |         |         |         |         |         |         |         | 1       |
| 29   | Học viện Nutifood  |         |         |         | 1       |         |         |         |         |         |         | 1       |
| 29   | Huế                |         |         |         |         |         |         |         | 1       |         |         | 1       |
| 29   | Hưng Yên           |         |         |         |         |         |         |         |         | 1       |         | 1       |
| 29   | Navibank Sài Gòn   |         | 1       |         |         |         |         |         |         |         |         | 1       |
| 29   | Navy Phú Nhuận     |         |         |         |         |         |         |         |         | 1       |         | 1       |
| 29   | Phú Thọ            |         |         |         |         |         |         |         | 1       |         |         | 1       |
| 29   | Phú Yên            |         |         |         |         |         |         |         | 1       |         |         | 1       |
| 29   | PVF–CAND           |         |         |         | 1       |         |         |         |         |         |         | 1       |
| 29   | Sài Gòn Xuân Thành |         | 1       |         |         |         |         |         |         |         |         | 1       |
| 29   | Thành Long         |         |         |         |         | 1       |         |         |         |         |         | 1       |
| 29   | Tiền Giang         |         |         |         | 1       |         |         |         |         |         |         | 1       |
| 29   | Tuyên Quang        |         |         |         |         |         |         |         |         | 1       |         | 1       |

## Biểu trưng
Năm 1994, Ban Chấp hành Liên đoàn bóng đá Việt Nam nhiệm kỳ II tổ chức cuộc thi vẽ mẫu biểu trưng VFF. Kết quả, mẫu của hoạ sỹ Nguyễn Ngọc Thân trúng giải Nhất, được Liên đoàn chọn làm biểu trưng chính thức của Liên đoàn. Biểu trưng nền màu vàng, màu đỏ là màu cờ Tổ quốc, màu xanh ở vòng trong cùng là màu sân bóng đá, tên Liên đoàn bóng đá Việt Nam được in đậm nét màu đen. Trong hình tam giác màu đỏ có hình quả bóng đá cách điệu, nó cũng giống với hình ngôi sao vàng trên nền cờ đỏ. Những nét đỏ và vàng phía bên phải có hình 3 chữ VFF (viết tắt của Vietnam Football Federation trong tiếng Anh).
Biểu trưng hiện tại của VFF lấy hình ảnh quả bóng đá có hình 3 chữ VFF bên trong quả bóng và Quốc kỳ Việt Nam nền đỏ sao vàng trong thế phát triển vút cao nhằm tôn vinh các giá trị của bóng đá Việt Nam trong quá trình hình thành phát triển và khẳng định đáp ứng thịnh tình của người hâm mộ trong nước, bạn bè quốc tế và các tổ chức bóng đá quốc tế biết thêm về bóng đá Việt Nam. Nó được thiết kế bởi Nguyễn Công Quang và được sử dụng từ năm 2008→nay.
Ngày 28/04/2008, Ban chấp hành VFF đã chính thức ra quyết định công bố sử dụng biểu trưng mới của VFF trong mọi giao dịch có liên quan từ ngày 01/05/2008. Việc sử dụng biểu trưng cũ kết thúc vào ngày 31/12/2008.

1994–2008
2008–hiện tại